# وسادة الدبابيس الزرقاء
حَيْجَن أو وسادة الدبابيس الزرقاء أو برونونية أو وردة الذرة الأصلية (الاسم العلمي Brunonia)، عشب معمر من النجميات وفصيلة مخالب الباز. منتشرة على نطاق واسع في كافة أنحاء أستراليا.